# Rhamphostomella bilaminata
Rhamphostomella bilaminata is een mosdiertjessoort uit de familie van de Umbonulidae. De wetenschappelijke naam van de soort is, als Cellepora bilaminata, voor het eerst geldig gepubliceerd in 1877 door Hincks.